# Vohitsara
 (janvier 2015).
Vohitsara est une commune urbaine malgache située dans la partie centre-nord de la région d'Alaotra-Mangoro.